# Noaptea vrăjitoarelor
Noaptea vrăjitoarelor (1983) (titlu original Lammas Night) este un roman fantasy scris de Katherine Kurtz, publicat pentru prima dată în ediție paperback de Ballantine Books în decembrie 1983. Prima ediție hardcover a fost lansată de Severn House în 1986.

## Intriga
Noaptea vrăjitoarelor relatează povestea unui grup de vrăjitori englezi care încearcă să își salveze țara de atacul nazist în timpul celui de-Al Doilea Război Mondial.
Ofițerii britanici sunt la curent cu interesul lui Adolf Hitler pentru științele oculte și înființează un serviciu care să reînvie ritualurile oculte și să asigure comanda unitară a școlilor de magie din Marea Britanie. În fruntea acestui serviciu este pus colonelul John Graham din contraspionajul britanic, prieten apropiat al unuia dintre prinții familiei regale, William.
Invazia nazistă este iminentă, așa încât Graham și apropiații săi vor să apeleze la un ritual magic despre care se spune că ar fi fost folosit în trecut de către Francis Drake pentru a opri Invincibila Armada. Incursiunile făcute de Graham în viețile lui trecute îi dezvăluie faptul că el este reîncarnarea lui Drake și, de asemenea, cel care, de-a lungul istoriei, a fost ales să sacrifice viața conducătorilor britanici pentru a asigura protecția țării.
Prințul William devine tot mai interesat de practicile lui Graham și celor doi li se dezvăluie un scenariu înfricoșător: prințul este reîncarnarea lui Thomas Becket și a lui William Rufus, ambii sacrificați de încarnările trecute ale lui Graham. Cărțile de tarot indică și ele că, în această viață, cei doi trebuie să urmeze același drum pentru a salva Anglia.
Pentru a evita acest destin tragic, Graham și William adună laolaltă în timpul ritualului Lammas toate forțele oculte din Anglia, îndreptându-le împotriva lui Adolf Hitler pentru a-i slăbi încrederea într-o ofensivă împotriva Albionului. Cu ajutorul unui spion infiltrat în sânul organizației oculte naziste, Thule Gesselschaft, adunarea reușește să îl asasineze pe cel mai puternic vrăjitor nazist, dar atacul paranormal asupra lui Hitler eșuează.
Germania lansează Bătălia Angliei și singura cale de a împiedica ofensiva rămâne sacrificiul voluntar al prințului. Graham își îndeplinește încă o dată rolul ingrat, înscenând asainarea prințului într-un accident de avion în care pier și fiul și nepotul său. Sacrificiul pare a avea succes, Hitler ordonând încetarea ofensivei.

## Asemănarea cu realitatea
Evenimentele relatate în roman reflectă încercările actuale ale practicanților păgâni și wiccani de a ajuta Marea Britanie prin utilizarea magiei, așa cum se spune că ar fi făcut-o și în timpul invaziei naziste din Al Doilea război Mondial, conform scrisorilor de război ale ocultistei Dion Fortune.
Este cunoscut interesul lui Hitler pentru astrologie și științele oculte, iar autoarea încearcă să reconstituie modul în care s-ar fi putut petrece lucrurile dacă relatările lui Dion Fortune ar fi adevărate.
Romanul poate fi considerat o istorie paralelă, ținând cont că, deși relatează evenimente reale din Al Doilea Război Mondial (cum ar fi Operațiunea Roșu de invadare a Franței, evacuarea Corpului expediționar englez din Dunkirk, intrarea Italiei în război și Campania din Africa de nord, Bătălia Angliei), personajele sunt fictive, fie că este vorba despre oamenii de rând sau despre oficialități (cu excepția lui Adolf Hitler, Winston Churchill și Dion Fortune).
Kurtz face și o serie de speculații legate de istoria Marii Britanii, pornind de la diverse referințe găsite în timpul documentării pentru scrierea romanului. Printre acestea se numără folosirea magiei negre de către Drake pentru a opri Invicibila Armada, uciderea ritualică a lui Thomas Becket și William Rufus și teoria referitoare la regele sacru.